# عدنان حسين (لاعب كرة قدم إماراتي)
عدنان حسين (مواليد 6 ديسمبر 1985) لاعب كرة قدم إماراتي يجيد اللعب في الجناح الأيمن.
لعب سابقاً مع أندية النصر والإمارات و بني ياس والأهلي و الوصل وحتا و الذيد .
مثل المنتخب الإماراتي في عام 2012 .

## روابط خارجية
- عدنان حسين على موقع ناشيونال فوتبول تيمز (الإنجليزية)
- عدنان حسين على موقع Soccerway.com (الإنجليزية)